# Succinea campestris
Succinea campestris är en snäckart som beskrevs av Thomas Say 1817. Succinea campestris ingår i släktet Succinea och familjen bärnstenssnäckor. Inga underarter finns listade i Catalogue of Life.